# Bojan Bazelli
Bojan Bazelli, auch Bojan D. Bazeli (* 15. August 1957 in Herceg Novi, Montenegro) ist ein montenegrinischer Kameramann.

## Leben
Bojan Bazelli ist geboren und aufgewachsen in Herceg Novi. Bereits als Kind interessierte er sich für die Fotografie und nutzte dazu die Kamera seines Vaters und konnte seine Mutter überreden, die Speisekammer in eine Dunkelkammer umzufunktionieren. Dieses Interesse vertiefte er so intensiv, dass er nach dem Gymnasium die Akademie der musischen Künste in Prag besuchte. Dort erlernte er sein Handwerk unter anderen beim tschechischen Kameramann Miroslav Ondříček. Unter ihm war er 1984 anschließend auch Praktikant bei der Produktion von Amadeus. Nach etwa sechs Jahren an der Uni erhielt er durch einen Agenten das Angebot, nach New York City zu fliegen, um als Kameramann bei Krieg in Chinatown zu fungieren. Der Regisseur Abel Ferrara wollte ihn unbedingt haben. Mit King of New York – König zwischen Tag und Nacht und Body Snatchers – Angriff der Körperfresser folgten zwei weitere Filme mit Ferrara.
Bevor Bazelli für seinen ersten Werbespot als Kameramann arbeitete, hatte er bereits 17 Filme hinter sich. Nichtsdestoweniger gewann er zwei Clio Awards für seine Werbung von Isuzu und Pepsi.
Er zeigte sich auch bei Musikvideos, wie Vision of Love von Mariah Carey, für die Kamera verantwortlich.

## Filmografie (Auswahl)
- 1987: Krieg in Chinatown (China Girl)
- 1988: Upworld – Mein Kumpel, der Kobold (Upworld)
- 1988: Das Halloween Monster (Pumpkinhead)
- 1988: Patty (Patty Hearst)
- 1988: Tapeheads – Verrückt auf Video (Tapeheads)
- 1990: King of New York – König zwischen Tag und Nacht (King of New York)
- 1991: Dunkle Erleuchtung (The Rapture)
- 1992: Jenseits der weißen Linie (Deep Cover)
- 1993: Body Snatchers – Angriff der Körperfresser (Body Snatchers)
- 1993: Kalifornia
- 1994: Sugar Hill
- 1994: Surviving the Game – Tötet ihn! (Surviving the Game)
- 1998: Gefährliche Schönheit – Die Kurtisane von Venedig (Dangerous Beauty)
- 2002: Ring (The Ring)
- 2005: Mr. & Mrs. Smith
- 2007: Hairspray
- 2009: G-Force – Agenten mit Biss (G-Force)
- 2010: Burlesque
- 2010: Duell der Magier (The Sorcerer’s Apprentice)
- 2012: Rock of Ages
- 2013: Lone Ranger (The Lone Ranger)
- 2016: Elliot, der Drache (Pete’s Dragon)
- 2016: Spectral
- 2016: A Cure for Wellness
- 2019: 6 Underground
- 2020: Underwater – Es ist erwacht (Underwater)
- 2021: Snake Eyes: G.I. Joe Origins
- 2023: Peter Pan & Wendy

## Auszeichnungen
- Independent Spirit Awards
  - 1991: Nominierung für die Beste Kamera von King of New York – König zwischen Tag und Nacht